# یوشینوری اوکیهارا
یوشینوری اوکیهارا (انگلیسی: Yoshinori Okihara؛ زادهٔ ۲۷ ژوئیهٔ ۱۹۷۲) بازیکن سابق و مربی بیس‌بال اهل ژاپن است.